# Neivamyrmex leonardi
Neivamyrmex leonardi es una especie de hormiga guerrera del género Neivamyrmex, subfamilia Dorylinae. Esta especie fue descrita científicamente por Wheeler en 1915.
Se encuentra en México y los Estados Unidos.